# Meioneta fuscipes
Meioneta fuscipes är en spindelart som beskrevs av Chamberlin och Ivie 1944. Meioneta fuscipes ingår i släktet Meioneta och familjen täckvävarspindlar. Inga underarter finns listade i Catalogue of Life.